# 조선인민군 해군
조선인민군 해군(朝鮮人民軍 海軍, 영어: Korean People's Army Naval Force, KPANF, Korean People's Navy, KPN)은 조선민주주의인민공화국의 해군으로 1949년 8월 28일에 창설되었다. 1990년까지 4만에서 6만까지 강화되었고, 현재는 약 46,000명에 이른다.
전투함정 약 420 척, 잠수함정 약 70 척, 상륙함정 약 260 척, 소해정 약 30 척, 그 외 함정 약 30 척을 보유하고 있다.조선인민군 해군은 총 6만여의 병력 규모로 해군사령부 예하에 동해와 서해의 2개의 함대 사령부와 13개 전대 및 2개의 해상저격여단으로 구성되어있다.
전력의 약 60%가 전진배치되어 있다.
조선인민군 해군은 또한 대한민국 해군이 매우 우세하여 해상전보다는 특수전 전력과 연계한 병력의 침투·상륙 수단의 확충에 많은 노력을 하고 있다. 해군에서 가장 큰 전력인 잠수함 전력은 특수부대의 침투지원, 기뢰 부설, 수상함 공격 등의 임무를 맡고 있다. 빈약한 수상전력을 보조하기 위해 미사일,신형 어뢰 개발과 해안방어를 강화하는 중이다.
조선인민군 해군은 주로 60km 이내의 작전반경 밖에 가지지 못하므로, 베트남전에서 도입된 개념인 "브라운 워터 네이비"(BWN, Brown Water Navy)로 평가된다. 지정학적 특성상 함대는 동서로 분할되어 별도로 구성되며 통솔된다. 은밀 침투와 기습공격에는 상당한 능력을 보유하고 있으나, 함들이 매우 노후화되어 대한민국 해군과의 교전시 기본적인 연안거부 임무조차 제대로 수행하기엔 어려워보인다.

## 조직
146,000명은 대부분 해안경비군이다. 해군은 2 함대로 나뉘는데, 동해함대는 8 사령부가 있고, 서해함대는 5 사령부가 있다. 동해 연안사령부는 퇴조동(退潮洞)에 사령부가 있으며, 주요 기지는 나진과 원산에 있다. 황해 연안함대는 남포에 본부가 있고, 비파곶과 사곶리 등에 39개의 주요 기지가 있다. 수많은 작은 해군기지가 해안선을 따라 위치하고 있다.조선민주주의인민공화국 해군은 동해에 10전대(戰隊)가 있고, 황해에는 6전대가 있으며 전체 148,000명이다.

### 지휘부
- 사령관 : 김명식[3] 대장
  - 야전지휘소 : 평양시 형제산구역 서포2리 봉수산지하(표고166m) 소재

- 부사령관  
  - 정치부사령관 : 안전부, 조직부, 선전선동부, 사로청지도부
  - 항해부사령관 : 수로부, 기상부, 해도편집부  기술부사령관 : 조직계획부, 기술부, 선박건조지도부, 기재공급부
  - 후방부사령관 : 조직계획부, 선구부, 연유부, 양식부, 피복부, 운수부, 건설부, 군의부, 부업부
  - 해군참모장 : 작전부, 정찰부, 훈련부, 통신부, 전탐부, 포병부, 해안포부, 간부부, 대열부, 재정부, 화학부, 기요부, 변신부

- 동해함대사령부 
  - 597연합군부대 : 사령부 함경남도 낙원군 퇴조리 주둔  특징: 잠수함, 중형 호위함 위주 운영, 7개 전대 편성, 22개 기지(주요 10개소)  기 함 : 나진급 531함  전 력 : 570여척  잠수함 : 47여척  공기부양정 ; 60척  기 지(22개) ; 나진시, 김책시, 어랑군 무계포, 화성군 부암리, 이원군 차호, 신포시 마양도(2), 낙원군 퇴조(2), 문천시 송전, 원산시(8), 안변군 황토도(잠수함훈련소), 고성군 장전(3)

전 대 ; 7개
제 3전대 : 함남 이원군 차호리 -> 잠수함
제 4전대 : 함남 신포시 마양도 -> 잠수함 167군부대
제13전대 : 강원 문천시 문천리 -> 잠수함, 공기부양정 291군부대
제22전대 : 함남 낙원(퇴조)군 여호리-> 동해함대사령부, 해상저격여단
제 6전대 : 강원 고성군 장전리 -> 동해남단
제 1전대 : 강원 원산시 원산시 -> 상륙정, 수송선 주둔
제 5전대 : 함북 김책시 김책시 -> 잠수정, 중형경비정 주둔
기존전대(동해) : 청진경비전대, 김책경비전대, 차호경비전대, 차호구잠전대, 신포경비전대, 낙원경비전대, 원산경비전대, 원산미사일고속정전대, 원산 1어뢰정전대, 원산 2어뢰정전대, 원산소해정전대, 장진경비전대
예하전대 : 동굴요새화
제22전대 : 함남 낙원 퇴조 잠수함전대 448군부대
동해함대사령부주둔, 나진급531함(동해함대사령부기함), 사리원급 4척 운용, 강릉침투간첩, 정찰총국지휘
제 1편대 : 상어급 잠수함 2척
제 2편대 : 상어급 잠수함 2척
제 3편대 : 유고급 잠수함 1척
제13전대 : 강원 문천 문천기지
잠수함전대 291군부대, 공기부양정 60척 운용, 매봉산기지
155군부대 -> 농어급 미사일고속정
597군부대 -> 동해기지, 함정수리보수
291군부대 -> 공기부양정 제13전대
제 4전대 : 함남 신포 마양도기지
잠수함전대 167군부대, 잠수함/정기지, 로미오급 18척, 상어급 17척
해상작전부두 6개 설치
방공미사일기지 3개
지하잠수함기지 출입구 2개
제 3전대 : 함남 이원 차호기지 잠수함전대
잠수함,잠수정기지, 로미오급 8척, 상어급 3척, 수상함 사리원급 4척
제 6전대 : 강원 고성 장전기지
동해안최남단해군기지: 잠수함전대
제 1전대 : 강원 원산 원산 790군부대
상륙정전대주둔, 수송선전대주둔
제 5전대 : 함북 김책 김책 잠수함기지
나진기지, 중형경비함정, 잠수정기지
- 서해함대사령부 
  - 587연합군부대 : 사령부 평안남도 남포항 주둔  기 함 : 나진급 631함  전 력 : 420여척  잠수함 : 23척  공기부양정 ; 70척  기 지(18개) ; 평북 염주 다사리, 황남 해주, 황남 남포(2), 과일 비파곶(3), 과일 초도, 웅진 사곶(4), 웅진 용호도, 온천 광양리, 황남 용연군 고암포 공기부양정기지, 순위도, 용위도, 용천군 용암포

전 대 : 6개
제 2전대 : 황남 해주시 해주시 -> 잠수함 전진기지
제 7전대 : 황남 과일군 비파곶 -> 1차연평해전
제 8전대 : 황남 웅진군 사곶도 -> 2차연평해전 8개편대
제 9전대 : 황남 과일군 초도 -> 주력전력
제11전대 : 황남 남포시 남포항 -> 잠수함 천안함
제12전대 : 평북 염주군 다사리 -> 공기부양정
기존전대(서해) : 염주다사리경비전대, 남포잠수함전대, 남포경비전대, 남포유도탄경비전대, 초도어뢰전대전대, 비파곶어뢰전대, 평안남도용강군광양리어뢰전대, 해주경비전대, 사곶경비전대
예하전대 : 동굴요새화
제 2근위수상함전대(김성오대좌) : 황남 해주
해주항 -> 해군전진기지, 잠수정운용, 서해안최남단항구, 신형잠수함출현, 지하요새화
제 7전대 : 황남 과일군 비파곶 164군부대 -> 나선 269군부대
1999년 서해교전, 서해함대사령부주둔, 지하요새화, 로미오,상어급잠수함주둔
남포조선소 : 화물선,함정제작,수리
제29해상저격여단병력주둔
제 8전대 : 황남 웅진 사곶,용호도
잠수함정 20척, 어뢰정 23척, 고속유도함 4척 -> 80~100척
소형침투잠수함정, 반잠수정위주, 지하요새화
구성 : 8개 편대(로켓함,어뢰정,탱크포,방사포,고속정)
나진급631함(서해함대사령부기함)
제2연평해전 7편대 등산곶684호, 5편대 388호, 대청해전 383호
제1, 2, 3, 4해군기지
제 9전대 : 황남 과일군 초도
8전대전력 2배
서해함대 주전력전대, 백령도 68Km, 지하요새화, 경비정,어뢰정위주
제11전대 : 평남 남포 잠수함전대 189군부대 -> 164군부대
경비함보급기지역할수행, 잠수함지하요새화, 소형어뢰정,중형경비함,잠수정기지
로메오급 4척, 위스키급 4척, 상어급 15척
제12전대 : 평북 염주 다사리 특수부대상륙
공기부양정편대 7개
고속상륙전편대 2개
어뢰정편대 1개
고속유도탄편대 1개
공방급공기부양정
- 어뢰생산공장  자강 강계시 강계병기공장  자강 성간군 별하리병기공장  평남 남포시 대안중기계연합소  함북 청진시 청진기계공장  평남 개천시 1.18종합기계공장  평남 대안군 대안전기공장

- 잠수함제조공장  황남 신포시 봉대보일러공장  황남 신포시 신포조선소 (신포급건조공장)  황남 신포시 마양도조선소(로미오급건조공장)  함남 육대리조선소(유고급건조공장)

- 함정수리소  동해(8) : 함북 청진시385군부대, 강원 원산대남공작선, 강원안내부대, 함남 차호리, 황남 마양도, 강원 문천시, 함북 김책시, 강원 고성군  서해(5) : 황남 남포시, 황남 광양만, 황남 사곶만, 황남 몽금포755부대, 황남 해주함정수리소

- 조선소  함북 청진조선소 : 유도탄경비정, 종업원 7,500명 건조능력 2만톤급이하   함북 나진조선소 : 유도탄경비정, 잠수함 50호, 종업원 4,000명 건조능력 2만톤급이하   함남 육대조선소 : 잠수함건조전문, 종업원 1,500명 년간건조능력 2.7만톤  황남 신포조선소 : 구축함, 유도탄경비정 8.15남포조선소, 잠수함건조  강원 원산조선소 : 종업원 3,000명, 500여명 출근, 건조능력 3만톤급이하  함북 김책조선소 : 김책제철소 2천톤급이하 건조능력, 종업원 1,000명 년간건조능력 3천톤  평북 용천용암포 : 종업원 3,000명, 2만톤급이하 건조능력

### 보유 장비
- 남포급 고속 상륙정(LCP Nampo) 26척
- 공방급 공기 부양정 130척~140척
- 대동 2급 반잠수정
- SDV(Swimmer Delivery Vehicle) - 수중 공격 장비, 3인 1조, 플라스틱으로 제조

## 함정 무장 및 기타
- MSI 육토(Yukto) I/II 대함무기
- KN-01 실크웜 지대함 미사일 (사정거리 180Km~300Km,길이 5.8m, 직경 76cm,기존 실크웜 지대함 미사일 엔진 터보제트엔진으로 개량)
- AG-1 대함 미사일 (사정거리 160Km, 중국제 Silkworm, HY-2 개량형)
- 샘렛 지대함 미사일 (사정거리 200Km)
- Kh-35U/Kumsong-3(240km)[4]
- P-15 터밋
- 122 mm포 M1931/37 (A-19)
- SM-4-1
- M-1992 130 mm 자체 추진포
- 152 mm  곡사포 M1937 (ML-20)
- Mil Mi-14 대잠 헬기 8대

## 함정
- 신형(남포급) 전투함 2 ~ 3척(수동식 발칸포 뒤에 자동 발칸은 AK-230으로 불법 개조 추정, 이글라 발사대, 마스트 자리에 140mm MRL 발사대가 1기 후부 2기 배치, 후미에는 드라이나 웻 독이 있을걸로 추정)
- 나진급 프리깃함 1척
- 하이난급 구잠함 6척
- 초계정 158척

- 오사급 고속정 12척
- 하우웽급, 코마급 고속정 10여척
- 소주급 미사일 고속정 15척
- 사리원급 코르벳 4척(실질 운항 가능한 것은 2대라고 함)
- 청진급 경비정 52척
- 신포급 경비정 2척
- 대청급 연안초계정 12척
- 차호급 화력지원정
- 오싸급 ８척
- 황봉급 ４척
- 소훈급 ６척
- 코마급 1０척
- 농어급 n척

- 잠수함

- 골프2급 (3500톤, 3척) 533mm 어뢰발사관 4기, 수직미사일 발사관 3기, 작전일수 70일, 러시아에서 운용중이던 잠수함을 구매함
- 로미오급 (1830톤, 20여척) 533mm 어뢰발사관 6기 (선수 4기, 선미 2기), 1970년대 도입추정
- 신포급 (900 ~ 1500톤(추정), 1척이상) 533mm 어뢰발사관 ?기 ...
- 위스키급 (1300톤, 4척) 533mm 어뢰발사관 6기, 어뢰 12발, 1960년대 도입
- 상어급 (330톤, 20여척) 어뢰발사관 4기, 작전가능일수 20일 , 승조원 40명, 1990년대 도입

- 300톤급 이하 중·소형 잠수정 총 70~80여척 추정

- 연어급 잠수정 (130톤, 잘 알 수 없음)
- 유고급 잠수정 (80톤, 잘 알 수 없음)
- 대동급 반 잠수정 (50척 추정) 342mm 경어뢰 2발 /이란에 수출(가자미(대동-B), 가제급(대동-C), 길이 17m, 높이 2.2m, 무게 5~15t, 해수면에 반쯤 가라앉은 상태로 고속 기동하기 때문에 레이다로 포착하기 쉽지 않음. 함의 측면에 어뢰관이 보인다. 조선민주주의인민공화국의 표준 어뢰인 21어뢰를 운용하는 것으로 판단됨
- 신흥급 어뢰정
- 반 잠수정 개량형

- 기뢰전투정 25척
- 수륙양용정（상륙정)

- Hantal급 6척
- LCM 5척
- LCU 15척
- 남포급 LCVP 100척

- 공기부양정

- 공방급 공기부양정 130척 ~ 140척

## 역대 해군사령관
- 리용주
- 김명식

## 같이 보기
- 강건종합군관학교
- 김정숙해군대학
- 김책공군대학